# Blauw (Boca Samí)
Blauw – osada (wijk) miejscowości Boca Samí w dystrykcie Bandabou, w kraju autonomicznym Curaçao, należącym do Holandii, w Ameryce Południowej. 20 października 2023 r. liczyła 1029 mieszkańców.  